# Direction Reaction Creation
Direction Reaction Creation è un box set del gruppo The Jam pubblicato nel 1997. Include 117 tracce in 5 dischi, comprendendo così tutte le canzoni dai loro singoli e dei 5 album di studio.

## Tracce
1. In the City
2. Takin' My Love
3. Art School
4. I've Changed My Address
5. Slow Down
6. I Got By in Time
7. Away from the Numbers
8. Batman Theme
9. Sounds from the Street
10. Non Stop Dancing
11. Time for Truth
12. Bricks and Mortar
13. All Around the World
14. Carnaby Street
15. The Modern World
16. London Traffic
17. Standards
18. Life from a Window
19. The Combine
20. Don't Tell Them You're Sane
21. In the Street Today
22. London Girl
23. I Need You (For Someone)
24. Here Comes the Weekend
25. Tonight at Noon
26. In the Midnight Hour
27. News of the World
28. Aunties and Uncles (Impulsive Youths)
29. Innocent Man
30. David Watts
31. 'A' Bomb in Wardour Street
32. Down in the Tube Station at Midnight
33. So Sad About Us
34. Night
35. All Mod Cons
36. To Be Someone (Didn't We Have a Nice Time)
37. Mr Clean
38. English Rose
39. In the Crowd
40. Billy Hunt
41. It's Too Bad
42. Fly
43. Place I Love
44. Strange Town
45. Butterfly Collector
46. When You're Young
47. Smithers Jones
48. The Eton Rifles
49. See Saw
50. Girl on the Phone
51. Thick as Thieves
52. Private Hell
53. Little Boy Soldiers
54. Wasteland
55. Burning Sky
56. Smithers Jones (2)
57. Saturday's Kids
58. Heatwave
59. Going Underground
60. Dreams of Children
61. Start!
62. Liza Radley
63. Pretty Green
64. Monday
65. But I'm Different Now
66. Set the House Ablaze
67. That's Entertainment
68. Dreamtime
69. Man in the Corner Shop
70. Music For The Last Couple
71. Boy About Town
72. Scrape Away
73. Funeral Pyre
74. Disguises
75. Absolute Beginners
76. Tales from the Riverbank
77. Town Called Malice
78. Precious
79. Happy Together
80. Ghosts
81. Just Who Is the 5 O'Clock Hero?
82. Trans Global Express
83. Running on the Spot
84. Circus
85. Planner's Dream Goes Wrong
86. Carnation
87. The Gift
88. Great Depression
89. The Bitterest Pill (I Ever Had to Swallow)
90. Pity Poor Alfie/Fever
91. Beat Surrender
92. Shopping
93. Move On Up
94. Stoned Out of My Mind
95. War
96. In the City (2)
97. Time for Truth (2)
98. Sounds from the Street (2)
99. So Sad About Us (2)
100. Worlds Apart (2)
101. Billy Hunt (2)
102. It's Too Bad (2)
103. To Be Someone (2)
104. David Watts (2)
105. Best of Both Worlds (2)
106. That's Entertainment (2)
107. Rain (2)
108. Dreamtime (2)
109. Dead End Street
110. Stand By Me
111. Every Little Bit Hurts
112. Tales from the Riverbank (2)
113. Walking in Heaven's Sunshine
114. Precious (2)
115. Pity Poor Alfie
116. Bitterest Pill (2)
117. Solid Bond in Your Heart